# Michelle Hurd
Pour les articles homonymes, voir Hurd.
Michelle Hurd est une actrice américaine née le 21 décembre 1966 à New York (États-Unis).
Après des débuts remarqués au théâtre, elle perce progressivement, à la télévision, par plusieurs rôles réguliers : Another World (1991-1997), New York, unité spéciale (1999-2001), Urgences (2006-2007), Gossip Girl (2007-2008), The Glades (2010-2013), 90210 Beverly Hills : Nouvelle Génération (2011-2013), Hawaii 5-0 (2014-2019), Daredevil (2016), Ash vs. Evil Dead (2016), Blindspot (2016-2019), L'Arme fatale (2017-2018).
Depuis 2020, elle fait partie de la distribution principale de la série Star Trek : Picard.

## Biographie

### Jeunesse et formation
Michelle Hurd est la fille de l'acteur Hugh Hurd (en) et d'une psychologue. Elle a une sœur aînée, Adrienne, qui est danseuse et actrice. Elle est diplômée de la Saint Ann's School en 1984, de l'université de Boston en 1988 et étudie enfin à la Alvin Ailey School,,. 
Elle continue sa formation à la Royal National Theatre puis joue, par la suite, dans des productions de Broadway comme Othello ou le Maure de Venise, Hamlet et Notre-Dame de Paris. Elle gagne plusieurs récompenses, notamment un Robbie Awards et le California Theatre Award en tant que meilleur second rôle dans une production dramatique,.

### Carrière

#### Débuts et rôles secondaires
En parallèle, les rôles se multiplient pour l'actrice, à la télévision, elle joue dans plusieurs épisodes du feuilleton télévisé Another World puis elle est l'un des premiers rôles du pilote non diffusé de la série Justice League of America (film) (en) en 1997. Elle joue aussi dans des séries comme The Cosby Mysteries (en), New York Undercover et The Practice : Bobby Donnell et Associés (The Practice), ainsi qu'une intervention décisive, en 1997, dans un épisode de New York, police judiciaire (Law & Order). 
En effet, Dick Wolf, le producteur de cette dernière série, décide, deux ans plus tard, de l'engager pour le spin-off, New York, unité spéciale (Law & Order: Special Victims Unit) afin d'incarner Monique Jeffries, aux côtés de Christopher Meloni et Mariska Hargitay pour la première saison. Elle quitte cependant la série en 2000 à l'issue de la deuxième saison. Elle réapparaîtra néanmoins, épisodiquement, dans quelques épisodes, jusqu'en 2001. 
Sa carrière au cinéma commence par de la simple figuration (Rude Awakening, Wilbur Falls...). En 1999, elle joue ses premiers rôles consistants comme dans le drame de Sydney Pollack, L'Ombre d'un soupçon (Random Hearts) porté par Harrison Ford, et la romance afro-américaine Personals. 
En 2001, elle est l'un des principaux personnages de la série Leap Years, qui ne dure que le temps d'une saison, faute d’audiences. Suivront quelques interventions dans diverses séries comme en 2004, dans Newport Beach (The O.C.) et According to Jim. Elle poursuit ses apparitions isolées, en obtenant des petits rôles dans des séries populaires telles qu'Urgences, Bones, Charmed, Gossip Girl, devenant un visage familier du petit écran. 
Entre 2008 et 2009, elle renoue avec ses racines théâtrales pour jour l'un des premiers rôles de la pièce de Lope de Vega, The Dog in the Manger (en) ,.
En 2009, elle seconde Rob Lowe dans le thriller Au-delà des apparences, diffusé le 7 novembre 2009 sur Lifetime Movie Network. Tiré du roman d'Ann Rule Partie sans dire adieu qui est inspiré d'une histoire vraie survenue en décembre 2004 en Géorgie aux États-Unis.

#### Rôles réguliers

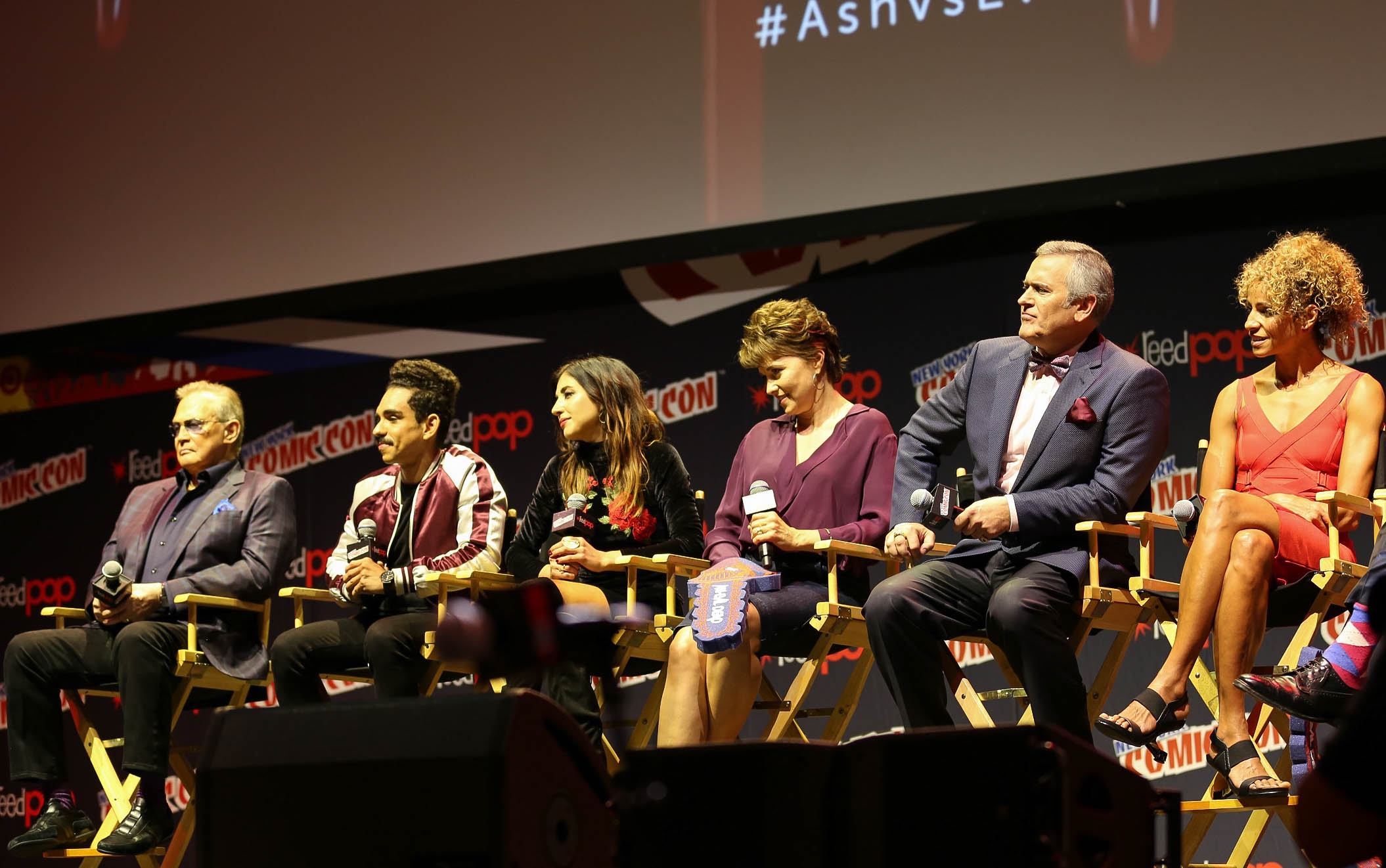
Avec la distribution dAsh vs. Evil Dead, à la convention New York Comic Con, en 2016.

En 2010, elle joue dans la série policière The Glades. Initialement présente à partir du deuxième épisode, elle est finalement promue membre de la distribution principale. Elle reste fidèle au personnage de Collen Manus pendant les 4 saisons que dure la série. 
Parallèlement, elle joue dans la comédie Imogene de Shari Springer Berman et Robert Pulcini, menée par Kristen Wiig. Elle accepte aussi un rôle régulier dans 90210 Beverly Hills : Nouvelle Génération. C'est une série dérivée de la série culte Beverly Hills 90210. Et elle accompagne Hilarie Burton dans La Liste du Père Noël, un téléfilm d'Hallmark Channel réalisé par David Mackay et diffusé le 24 novembre 2012.
Libérée de The Glades, elle continue d'apparaître dans diverses séries dont Witches of East End, Hawaii 5-0, Murder, Devious Maids,. 
En 2015, elle joue dans la série B I Spit on Your Grave 3, qui fait suite à I Spit on Your Grave (2010) et I Spit on Your Grave 2 (2013). La même année, elle redonne la réplique à Rob Lowe dans Tes milliards m'appartiennent, un nouveau téléfilm du réseau Lifetime et elle seconde Torrey DeVitto dans le téléfilm sentimental Parce que c'était toi.   
En 2016, elle incarne le rôle de Samantha Reyes dans la saison 2 de Daredevil. Un personnage qui fut introduit dans le final de la saison 1 de Jessica Jones. La même année, elle rejoint la distribution récurrente de la saison 2 d'Ash vs. Evil Dead, une série télévisée de Sam Raimi, pour jouer la petite amie de Bruce Campbell.  
Puis, elle est un personnage important de la saison 2 de Blindspot,. En effet, elle y incarne l'antagoniste principale, une terroriste qui sera éliminée et lorsque son arc narratif est terminé, elle s'engage aussitôt dans la saison 2 de L'Arme fatale afin d'interpréter le rôle récurrent de Gina Santos qui a un passé avec le personnage joué par Damon Wayans,,,.
Côté cinéma, elle se contente d'apparaître dans des petits productions comme le film d'horreur Be Afraid avec Brian Krause et le drame indépendant Nous ne sommes pas d'ici aux côtés de Catherine Keener, Anton Yelchin et Kaitlyn Dever.   

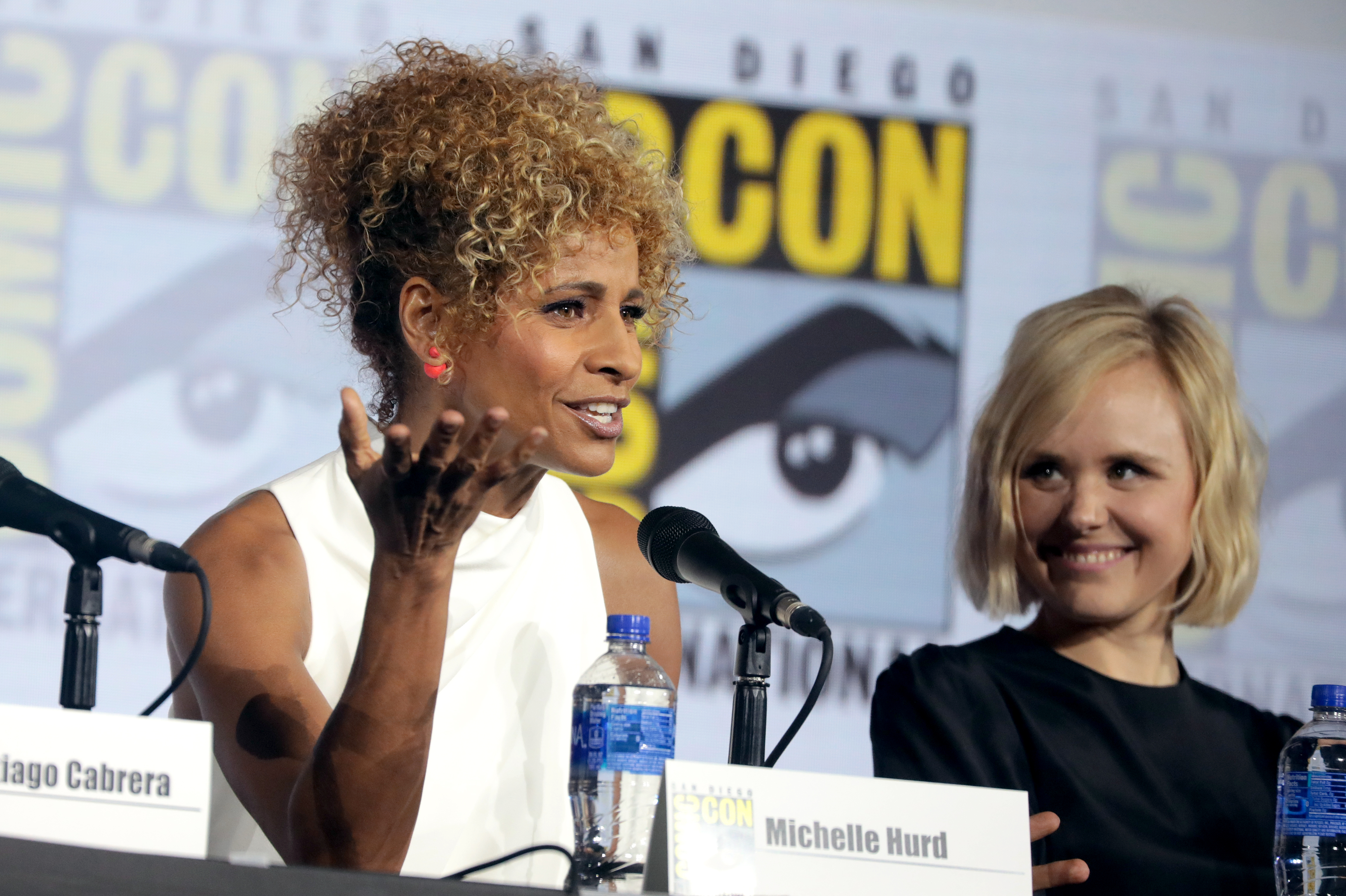
Michelle Hurd aux côtés d'Alison Pill pour la promotion de la série Star Trek: Picard, en 2019, lors de la Comic-Con de San Diego.

En 2018, il est annoncé qu'Hurd venait d'obtenir l'un des premiers rôles du reboot de Cagney & Lacey, pour le réseau CBS, aux côtés de Sarah Drew, fraîchement débarquée de Grey's Anatomy. Cependant, ce pilote dans lequel elle aurait dû interpréter le personnage joué par Tyne Daly dans la version originale, n'est pas retenu,,.
L'année suivante, elle obtient finalement l'un des premiers rôles de la série de science-fiction, Star Trek: Picard. C'est la 7e série en prise de vues réelles de l'univers Star Trek. Patrick Stewart y reprend son rôle de Jean-Luc Picard (de Star Trek : La Nouvelle Génération et des films qui ont suivi) et est également producteur exécutif. Ce rôle majeur l'installe à nouveau sur le petit écran, une saison 2 étant rapidement commandée.

#### Vie publique
En 2014, elle fait la une de la presse people en figurant sur la liste des victimes présumées de Bill Cosby,,. C'est ainsi que quelques années plus tard, elle affiche ouvertement son soutien aux victimes de l'Affaire Harvey Weinstein.
Le 26 avril 2018, Michelle Hurd a pris la parole lors d'un panel pour la Journée mondiale de la propriété intellectuelle dont le thème était la célébration de la créativité des femmes .

### Vie privée
Depuis 2007, elle est l'épouse de l'acteur Garret Dillahunt. Le couple s'est rencontré sur scène pour la pièce de théâtre, 900 Oneonta, en 1997.

## Théâtre
- 1990 : The Constant Couple : Lady Lurewell[4],[31]
- 1992 : AML[4]
- 1996 : Getting Away With Murder : Charmaine[32]
- 1997 : 900 Oneonta : Palace[4]
- 2002-2003 : The Violet Hour : Jessie Brewster[33],[34]
- 2008-2009 : The Dog In The Manger : Diana[4],[8],[9]

## Filmographie

### Cinéma

#### Longs métrages
- 1989 : Rude Awakening de David Greenwalt et Aaron Russo : l'étudiante dans la rue
- 1998 : Wilbur Falls de Juliane Hiam : Une policière
- 1999 : Personals de Mike Sargent : Lorraine
- 1999 : L'Ombre d'un soupçon (Random Hearts) de Sydney Pollack : Susan
- 2000 : Double Parked de Stephen Kinsella : Lola
- 2006 : Play It by Ear de Lauren Flick : Mary Ann
- 2012 : Imogene de Shari Springer Berman et Robert Pulcin : Libby
- 2015 : I Spit on Your Grave 3 de R.D. Braunstein : Détective Boyle
- 2015 : Devious Maids saison 3: Jacklyn Dussault
- 2016 : Search Engines de Russell Brown (en) : Petra
- 2017 : Be Afraid de Drew Gabreski : Christine Booth
- 2017 : Nous ne sommes pas d'ici (We Don't Belong Here) de Peer Pedersen : Tania
- 2018 : You Can Choose Your Family de Miranda Bailey : Marcy Kempler
- 2020 : Bad Hair de Justin Simien : Maxine
- 2023 : Tout sauf toi (Anyone but You) de Will Gluck : Carol

#### Court métrage
- 1994 : The Dark Knight d'Eric Farber : Camille

### Télévision

#### Téléfilms
- 1994 : Vanishing Son II de John Nicolella : Anita
- 1997 : Justice League of America de  Félix Enríquez Alcalá : B.B. DaCosta / Fire
- 2009 : Au-delà des apparences de Norma Bailey : détective Ann Roche
- 2012 : La Liste du Père Noël (Naughty Or Nice) de David Mackay : Helen Purcell
- 2015 : Tes milliards m'appartiennent (Beautiful & Twisted) de Christopher Zalla : Sergent détective Gloria Mosley
- 2015 : Parce que c'était toi de Bradford May : Pam Davis

#### Séries télévisées
- 1991 - 1997 : Another World : Dana Kramer (récurrente, 42 épisodes)
- 1994 - 1995 : New York Undercover : A.D.A. Reynolds (5 épisodes)
- 1995 : The Cosby Mysteries : Joggeuse (1 épisode)
- 1995 : New York News (en) : Asia (1 épisode)
- 1997 : New York, police judiciaire (Law & Order) : : Angela Roney (1 épisode)
- 1997 : The Practice : Bobby Donnell et Associés (The Practice) : Renée Williams (2 épisodes)
- 1997 : Players, les maîtres du jeu (Players) : Laura Jenkins (1 épisode)
- 1997 - 1998 : Malcolm & Eddie : Simone Lewis (8 épisodes)
- 1998 : Beyond Belief: Fact or Fiction : Diane Lerner (1 épisode)
- 1999 : Action : Gina (1 épisode)
- 1999 - 2001: New York, unité spéciale (Law & Order : SVU) : Détective Monique Jefferies (25 épisodes)
- 2001 : Le Fugitif (The Fugitive) : Nettie Beaumont (1 épisode)
- 2001 - 2002 : Leap Years (en) : Athena Barnes (20 épisodes)
- 2003 : Skin : Détective Kimberly Banks (3 épisodes)
- 2004 : According to Jim : Kitson (3 épisodes)
- 2004 : Kevin Hill : Dr Brooke Mills (1 épisode)
- 2004 : Newport Beach (The O.C.) : Mme Fischer (1 épisode)
- 2005 : Charmed : Katya (1 épisode)
- 2006 : Bones : Detective Rose Harding (1 épisode)
- 2006 : Dossier Smith : Agent Lowry  (1 épisode)
- 2006 : Kidnapped : Katherine (1 épisode)
- 2006 - 2007 : Urgences (ER) : Courtney Brown (récurrente, 6 épisodes)
- 2007 : Shark : Dr Connie Vasquez (1 épisode)
- 2007 - 2008 : Gossip Girl : Laurel (récurrente, 6 épisodes)
- 2009 : Les Experts : Miami : agent Diane Reed (1 épisode)
- 2009 : The Good Wife : Tamara (1 épisode)
- 2010 : Flashforward : Liz Kayson (1 épisode)
- 2010-2013 : The Glades : Capitaine Colleen Mannus (principale saison 1 à 4, 43 épisodes)
- 2011-2013 : 90210 Beverly Hills : Nouvelle Génération : Rachel Gray (récurrente, 6 épisodes)
- 2012 : Blue Bloods : Anne Reynolds (saison 3, 1 épisode)
- 2013 : Dr Emily Owens : Diana Calder (1 épisode)
- 2013 : Un flic d'exception : Louise Reed (1 épisode)
- 2013 : Raising Hope : agent Thompson (1 épisode)
- 2014 : Pretty Little Liars : Elizabeth Mainway (1 épisode)
- 2014 : Witches of East End : Alex (saison 2, 2 épisodes)
- 2014-2019 : Hawaii 5-0 : Renée Grover (récurrente, 8 épisodes)
- 2015 : Les Mystères de Laura (The mysteries of Laura) : Donna McKinney (1 épisode)
- 2015 : Harry Bosch (Bosch) : Connie Irving (1 épisode)
- 2015 : Murder (How to Get Away with Murder) : Amanda Winthrop (1 épisode)
- 2015 : Devious Maids : Jacklyn Dussault (récurrente saison 3, 4 épisodes)
- 2015 : Jessica Jones : Samantha Reyes (saison 1, 1 épisode)
- 2016 : Daredevil : Samantha Reyes (récurrente saison 2, 6 épisodes)
- 2016 : Ash vs Evil Dead : Linda (principale saison 2, 6 épisodes)
- 2016-2019 : Blindspot : Shepherd (principale puis récurrente saisons 2 à 4, 26 épisodes)
- 2017 : Younger : Donna (saison 4, 1 épisode)
- 2017-2018 : L'Arme Fatale (Lethal Weapon): Gina Santos (récurrente saison 2, 5 épisodes)
- 2018 : Cagney & Lacey de Rosemary Rodriguez : Lacey (pilote non retenu par CBS[35])
- 2020-2023 : Star Trek : Picard : Raffi Musiker (principale)
- 2023: The Walking Dead: Dead City

## Voix francophones
En France, Élisabeth Fargeot est la voix régulière de Michelle Hurd depuis 2000. Laurence Charpentier et Juliette Degenne l'ont également doublée à cinq et quatre reprises.